# Томмі Геннен
Томмі Геннен (англ. Tommy Hannan, 14 січня 1980) — американський плавець.
Олімпійський чемпіон 2000 року.